# غرين بي. أدير
غرين بي. أدير (بالإنجليزية: Green B. Adair) هو سياسي أمريكي، ولد في 1 أكتوبر 1840، وتوفي في 20 أبريل 1914.